# Modiolus barbatus
La cozza pelosa (Modiolus barbatus (Linnaeus, 1758)), è un mollusco bivalve appartenente alla famiglia Modiolidae.

## Descrizione
La conchiglia equivalve è di forma allungata-ovoidale con bordo dorsale ricurvo o ad angolo ottuso. La forma è molto variabile. Le conchiglie sono lunghe fino a 4-7 cm e sono costituite da uno strato interno di madreperla aragonitica, da uno strato intermedio prismatico calcitico e dal periostraco organico esterno.
Il legamento è relativamente lungo. Lo sfintere anteriore è molto piccolo e si trova molto in avanti sul bordo anteriore, mentre lo sfintere posteriore è molto grande. Negli animali più anziani la superficie è liscia, a parte le linee di crescita ruvide. Il guscio è di colore bluastro, viola, da rossastro a marrone, il periostraco è marrone, marrone-arancio o rossastro. L'interno è bianco con una sfumatura rosa violacea. Le conchiglie sono fissate al substrato con robusti fili di bisso. .
La cozza pelosa si differenzia dalle altre specie di mitili per il periostraco filamentoso, che ha dato alla cozza il suo nome comune.

## Distribuzione e habitat
La specie si trova sulla costa orientale dell'Atlantico settentrionale e centrale. L'areale di distribuzione si estende dall'Irlanda alle Isole di Capo Verde. La specie è presente anche nel Mediterraneo.
La specie si attacca alle pietre o alle rocce con il suo bisso. Di solito si trova ben mimetizzata tra le alghe o nelle fessure. Si rinviene a profondità comprese tra 5 e 110 m.